# Cantone di Vieux-Habitants
Il cantone di Vieux-Habitants è una divisione amministrativa dell'arrondissement di Basse-Terre, nel dipartimento d'oltremare della Guadalupa.
A seguito della riforma approvata con decreto del 24 febbraio 2014, che ha avuto attuazione dopo le elezioni dipartimentali del 2015, è stato ridefinito.

## Composizione
Prima della riforma del 2014 comprendeva i comuni di Baillif e di Vieux-Habitants.
Dal 2015 comprende parte del comune di Bouillante, e i comuni di Baillif e Vieux-Habitants.